# Rick Danko
Richard Clare Danko, detto Rick (Green's Corners, 29 dicembre 1943 – New York, 10 dicembre 1999), è stato un bassista e cantante canadese.
Fu il bassista dei The Band, il gruppo canadese che accompagnò Bob Dylan negli anni sessanta (con il nome the Hawks) e nel suo album The Basement Tapes (registrato nel 1967 e uscito nel 1975).

## Carriera

### Primi anni (1943-1960)
Danko nacque il 29 dicembre 1943 a Blayney, Ontario, in Canada, in una comunità agricola nei pressi della città di Simcoe, terzo di quattro figli in una famiglia di discendenza ucraina. Crebbe ascoltando musica country, blues e R&B alla radio. Gli piaceva in particolare il country, e spesso la madre gli consentiva di stare alzato fino a tardi per ascoltare le trasmissioni del Grand Ole Opry.
Le sue prime influenze musicali furono Hank Williams, Carter Family e, successivamente, Sam Cooke.
Fece il suo debutto musicale suonando il banjo a scuola.
All'età di 12 o 13 anni formò la Rick Danko Band. A 14 anni, lasciò la Simcoe Composite School per cominciare a suonare in feste da ballo locali con la sua nuova band, gli Starlights. A 17 anni era già un musicista veterano che si esibiva da 5 anni, e fu scritturato per aprire le esibizioni di Ronnie Hawkins, un cantante di rockabilly statunitense il cui gruppo, gli Hawks, erano considerati uno dei migliori complessi canadesi.

### The Hawks (1960-1964)
Hawkins invitò Danko ad unirsi agli Hawks come chitarrista ritmico. In questo periodo circa, il bassista del gruppo Rebel Paine era stato licenziato da Hawkins, che, non volendo perdere tempo, ordinò a Danko di imparare a suonare il basso, con l'aiuto degli altri membri della band. Nel settembre 1960, egli divenne a tutti gli effetti il nuovo bassista degli Hawks.
Con l'aggiunta del pianista Richard Manuel e dell'organista Garth Hudson, gli Hawks suonarono vari concerti insieme a Hawkins nel 1963. Una lite tra Danko e Hawkins avvenuta a metà 1964, portò Danko, Levon Helm, Robbie Robertson, Manuel, e Hudson a mettersi in proprio, separandosi da Hawkins in modo relativamente amichevole.

### Pre-Band (1964-1968)
Danko e gli ex Hawks inizialmente si esibirono come "Levon Helm Sextet", con il sassofonista Jerry Penfound, per poi diventare i "Canadian Squires", dopo che Penfound lasciò, e infine "Levon and the Hawks".
Nel 1965, il gruppo conobbe il leggendario musicista blues Sonny Boy Williamson e progettò di collaborare con lui al più presto, ma sfortunatamente Williamson morì solo due mesi dopo.
Nell'agosto 1965, Mary Martin, assistente del manager di Bob Dylan, Albert Grossman, sentì la musica del gruppo e le piacque. Grossman introdusse la band a Dylan, che restò favorevolmente impressionato dal loro stile. Il gruppo suonò al Tony Mart's, un popolare club a Somers Point, New Jersey, e l'ufficio di Grossman chiamò il club per parlare con Levon e gli altri circa la proposta di fare da gruppo di supporto a Dylan.
Helm non era entusiasta di fare da spalla, ma accettò ugualmente data la fama di Dylan, e la band accompagnò Bob Dylan nel corso di un tour a partire da settembre. Il tour, tuttavia, risultò essere troppo stressante per Helm, che a novembre uscì dal gruppo. Nel maggio 1966, Dylan e i restanti componenti del gruppo (insieme a vari batteristi turnisti di studio, incluso Mickey Jones) suonarono in America, Australia, ed Europa. Dopo lo show finale in Inghilterra, Dylan si ritirò nella sua nuova casa di Woodstock, New York, e gli Hawks lo raggiunsero poco dopo.

### The Band (1967-1976)

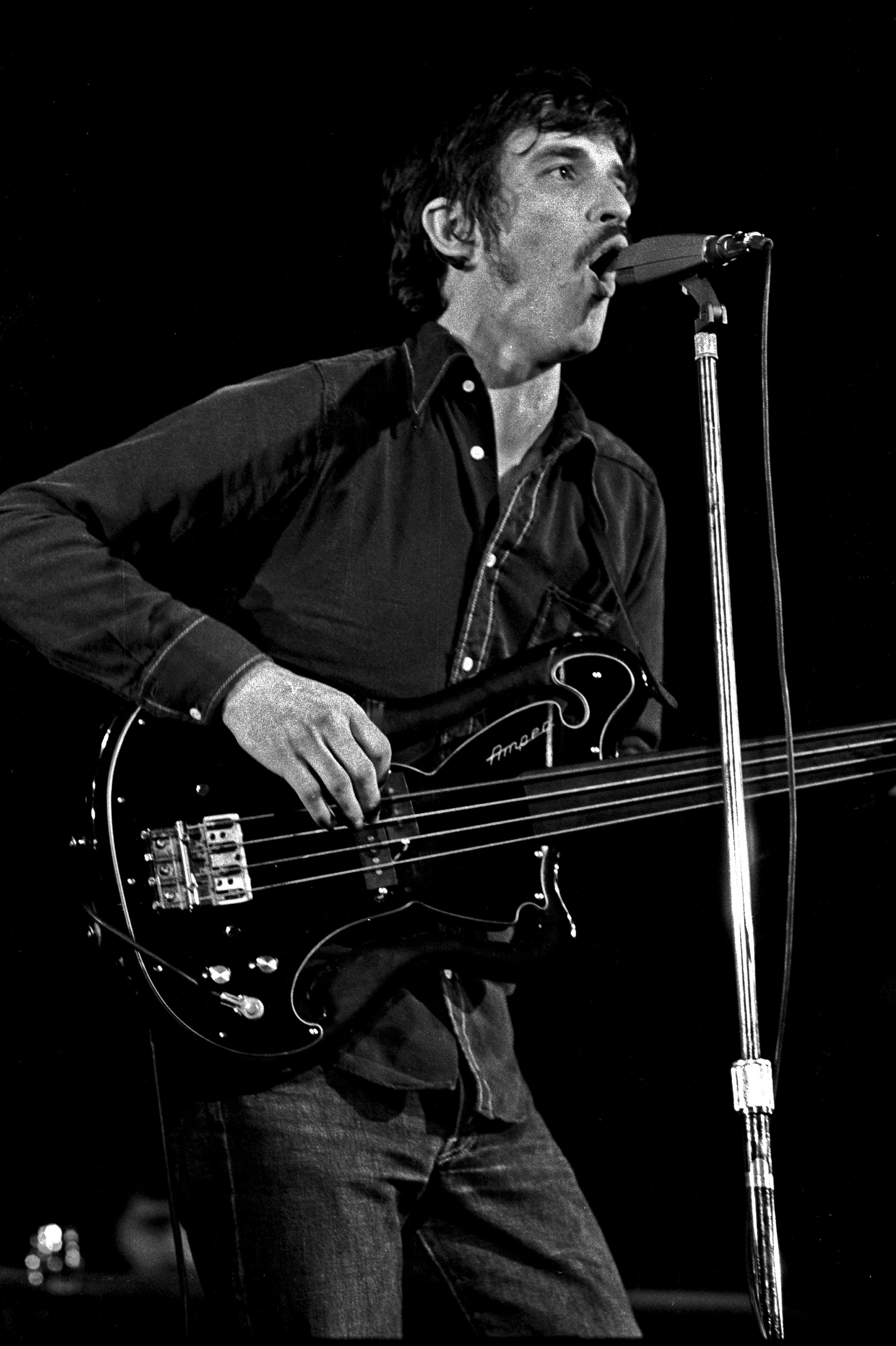
Danko si esibisce con la Band ad Amburgo nel 1971

Fu Danko a trovare la casa rosa su Parnassus Lane a Saugerties, New York, che divenne celebre come "Big Pink". Danko, Hudson, e Manuel si trasferirono lì, mentre Robertson viveva nei paraggi. Le sessioni di registrazione della Band con Dylan si svolsero nella cantina di Big Pink, tra giugno ed ottobre 1967, producendo materiale che sarebbe stato pubblicato nel 1975 come The Basement Tapes. In ottobre, gli Hawks cominciarono le prove per il loro primo album, con l'aggiunta di Helm che rientrò nel gruppo proprio quel mese. Il manager, Albert Grossman, assicurò loro un contratto discografico con la Capitol Records alla fine del 1967.
Dal gennaio al marzo 1968, la Band incise Music from Big Pink, disco di debutto, in studi di registrazione a New York e Los Angeles. In questo album, Danko cantò come voce solista in tre brani: Caledonia Mission, Long Black Veil e This Wheel's on Fire
Prima ancora che la Band potesse promuovere l'album in tour, Danko si infortunò gravemente nel corso di un incidente d'auto, e dovette stare a riposo per mesi. Mentre era in convalescenza, la fidanzata di Danko, Grace Seldner, lo informò di essere incinta, e Rick le propose di sposarlo dal letto d'ospedale. Rick e Grace divorziarono nell'ottobre 1980.
La Band debuttò finalmente in concerto alla Winterland Ballroom di San Francisco nell'aprile 1969. All'epoca, il gruppo era già al lavoro sul secondo album. Sul disco, intitolato The Band, Danko cantò due canzoni: When You Awake e Unfaithful Servant.
Danko è presente nel documentario Festival Express, dove su un treno nel 1970, viene visto cantare una versione improvvisata di Ain't No More Cane con Jerry Garcia e Janis Joplin.

### Anni successivi (1977-1999)
Dopo che la Band si esibì al concerto d'addio The Last Waltz al Winterland Ballroom nel novembre 1976, a Danko fu offerto un contratto con la Arista Records da Clive Davis, fatto che lo fece diventare il primo membro della Band ad ottenere un contratto discografico da solista. Pubblicato nel 1977, il suo omonimo album di debutto include l'apporto di ciascun ex compagno di band più Ronnie Wood, Eric Clapton, Doug Sahm, Blondie Chaplin, e Terry Danko, suo fratello. L'album venne principalmente inciso nello studio della Band in California, lo Shangri-La, ma fu un insuccesso commerciale. Dopo aver registrato un secondo album rimasto inedito, Rick Danko fu licenziato dalla Arista. All'inizio del 1979 aprì qualche concerto di Boz Scaggs. Sempre nel 1979, Danko e Paul Butterfield andarono in tour insieme con il nome "Danko/Butterfield Band". Nel periodo 1983-99, alternò estemporanee reunion della Band; carriera solista; e varie collaborazioni.
Nel 1984, Danko si unì a The Byrds, Flying Burrito Brothers e altri in una compagnia itinerante chiamata "The Byrds Twenty-Year Celebration". Nel 1989, egli andò in tournée con Levon Helm e Garth Hudson come parte della prima incarnazione della All-Starr Band di Ringo Starr.
Nel frattempo, la Band (senza Robbie Robertson e Richard Manuel) registrarono altri tre dischi. Nel 1994, Danko era molto ingrassato, e le sue dipendenze croniche da alcol e droghe erano peggiorate. Nel 1996, il musicista venne giudicato colpevole di aver ricevuto un pacco di eroina speditagli dal Giappone. Egli disse al giudice che la sostanza stupefacente gli serviva a fini medici (insieme alla morfina) per contrastare il dolore cronico causato dall'incidente automobilistico del 1968. Fu condannato a due anni e mezzo di libertà vigilata.
Nel 1994, Danko venne ammesso alla Rock and Roll Hall of Fame come membro dei The Band.

## Strumentazione
- Gibson Ripper
- Gibson EB-3
- Ampeg AEB-1
- Ampeg AMUB-1
- Fender Precision Bass
- Fender Jazz Bass
- Fender Bass VI

Danko, dotato di ottima tecnica e precisione, ha utilizzato anche bassi fretless, cioè senza tasti, come l’Ampeg AMUB-1. Probabilmente si trovava a suo agio con questi strumenti poiché era stato abituato da ragazzo a suonare strumenti ad arco, come il violino e il contrabbasso, caratterizzati anch’essi dall’assenza di tasti.

## Morte

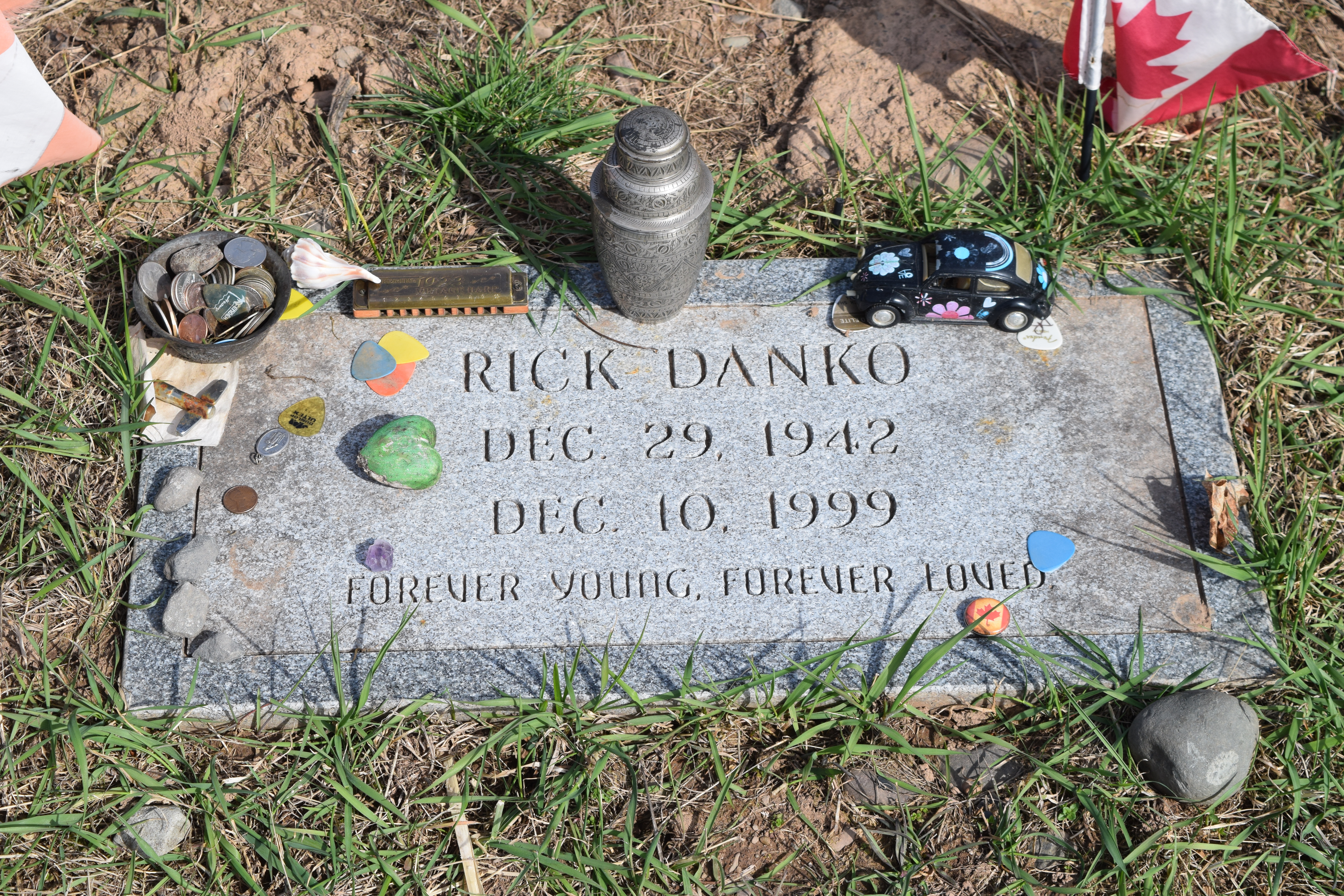
La tomba di Danko al Woodstock Cemetery (l'anno di nascita è sbagliato sulla lapide)

Il 10 dicembre 1999, alcuni giorni dopo la fine di un breve tour nel Midwest che incluse due show a Chicago e un concerto finale presso l'Ark di Ann Arbor, Michigan; Danko morì nel sonno a causa di un infarto nella sua casa di Marbletown, New York. La causa della morte è da imputarsi agli anni di abuso di alcolici e stupefacenti. Mancavano 19 giorni al suo 56º compleanno.

## Discografia

### The Band
- Per gli album con The Band vedere la voce relativa al gruppo

### Solista
- 1977 - Rick Danko
- 1991 - Danko/Fjeld/Andersen (con Jonas Fjeld ed Eric Andersen)
- 1994 - Ridin' on the Blinds (con Jonas Fjeld e Eric Andersen)
- 1997 - Rick Danko in Concert
- 1999 - Live on Breeze Hill
- 2000 - Times Like These
- 2002 - One More Shot (con Jonas Fjeld e Eric Andersen)
- 2005 - Cryin' Heart Blues